# ギミー・ヘブン
『ギミー・ヘブン』は、2004年製作、2006年公開の日本映画。共感覚を題材にしたサスペンス映画である。

## ストーリー
両親と死に別れ、養父母も次々に不審死をとげる麻里（宮崎あおい）は共感覚の持ち主。盗撮サイトを運営する新介（江口洋介）は、共感覚者のために恋人や親友にも理解されない孤独を抱えていた。ある日サイトで異変が起きて以来、彼の周囲で不可解な事件が起こり始める。

## キャスト
- 葉山新介 - 江口洋介
- 野原貴史 - 安藤政信
- 路木麻里 - 宮﨑あおい
- 幼少時代の麻里 - 福田麻由子
- 柴田亜季 - 石田ゆり子
- ピカソ/帆村薫 - 松田龍平
- 唐木不由子 - 小島聖
- 紺野惣一郎 - 鳥肌実
- 滑川宏一 - 小木茂光
- 柘植琢郎 - 北見敏之
- 下川美紀 - 北川えり

## スタッフ
- 監督 - 松浦徹
- 脚本 - 坂元裕二
- 撮影監督 - 高間賢治
- 音楽 - nido、安部潤
- 主題歌 - 竹仲絵里 『gerbera』
- メインタイトルデザイン - nido
- 配給 - アートポート、ユーロスペース
- 制作プロダクション - ユーロスペース
- 製作 - アートポート、松竹、ユーロスペース、関西テレビ放送

## ソフト化
発売元はアートポート、販売元は松竹。
- ギミー・ヘブン スタンダード版（DVD1枚組）
  - 映像特典
    - キャスト&スタッフプロフィール
    - 予告編集
- ギミー・ヘブン コレクターズ・エディション（DVD2枚組、初回限定生産）
  - ディスク1：本編DVD（スタンダード版と共通）
  - ディスク2：特典DVD
    - インタビュー&メイキング「ギミー・ヘブン 〜絶対孤独の恐怖への扉〜 完全版」
    - 完成披露試写会舞台挨拶
    - 初日舞台挨拶
    - 松浦徹監督×武田真治 スペシャル対談
    - 竹仲絵里「gerbera（TV version）」ミュージックビデオ
    - 劇場予告編・TVスポット集

  - 封入特典
    - プレスリリース縮刷版（20P）
    - 特製ポストカード（6枚組）

  - 特製アウターケース付き